# Timothy Garton Ash
Timothy Garton Ash (n. 12 iulie 1955, Londra, Anglia, Regatul Unit) este un scriitor și istoric britanic. Domeniul său de cercetare este istoria europeană. În anul 2017 a fost distins cu Premiul Carol cel Mare.